# Gilvydas Biruta
Gilvydas Biruta, né le 10 octobre 1991 à Jonava en Lituanie, est un joueur lituanien de basket-ball évoluant au poste d'ailier fort.

## Biographie
Le 4 juillet 2017, il signe avec la JL Bourg en France.
À l'intersaison 2022, il rejoint le Dax Gamarde Basket 40.